# 答里台 (弘吉剌部)
答里台（蒙古语：Da'aridai）是13世纪初蒙古帝国的千户长，出身弘吉剌部，成吉思汗正妻孛儿帖的叔叔。波斯文史料《史集》将其记作作داریتای（Dārītāī）。
答里台是蒙古帝国建立者成吉思汗的属臣、弘吉剌部首领德薛禅的弟弟。德薛禅的女儿孛儿帖成为成吉思汗的正妻后，德薛禅一族在蒙古帝国内获得了极高的地位，答里台的家族也因此被赋予重要地位。德薛禅的儿子按陈那颜率领着五个千户，其中除按陈直辖的一个千户外，其余四个千户的长官分别为按陈的亲弟弟火忽和答里台的儿子合塔、不忽儿、塔忽答儿、主亦忽儿。村上正二认为合塔就是《蒙古秘史》中功臣表中位列第84位千户长合歹・古列坚。合塔的儿子灭里随旭烈兀西征，移居伊朗，后效力于伊利汗国。马利克的侄女忽推和篾儿台成为旭烈兀的妃子，侄子则有名为木昔・古列坚的人物。